# 1479 Inkeri
1479 Inkeri è un asteroide della fascia principale. Scoperto nel 1938, presenta un'orbita caratterizzata da un semiasse maggiore pari a 2,6743685 UA e da un'eccentricità di 0,1942475, inclinata di 7,30816° rispetto all'eclittica.
L'asteroide prende il nome dalla regione finlandese dell'Ingria, oltre ad essere il nome di una nipote dello scopritore.